# Kanton Cayenne-4 Centre

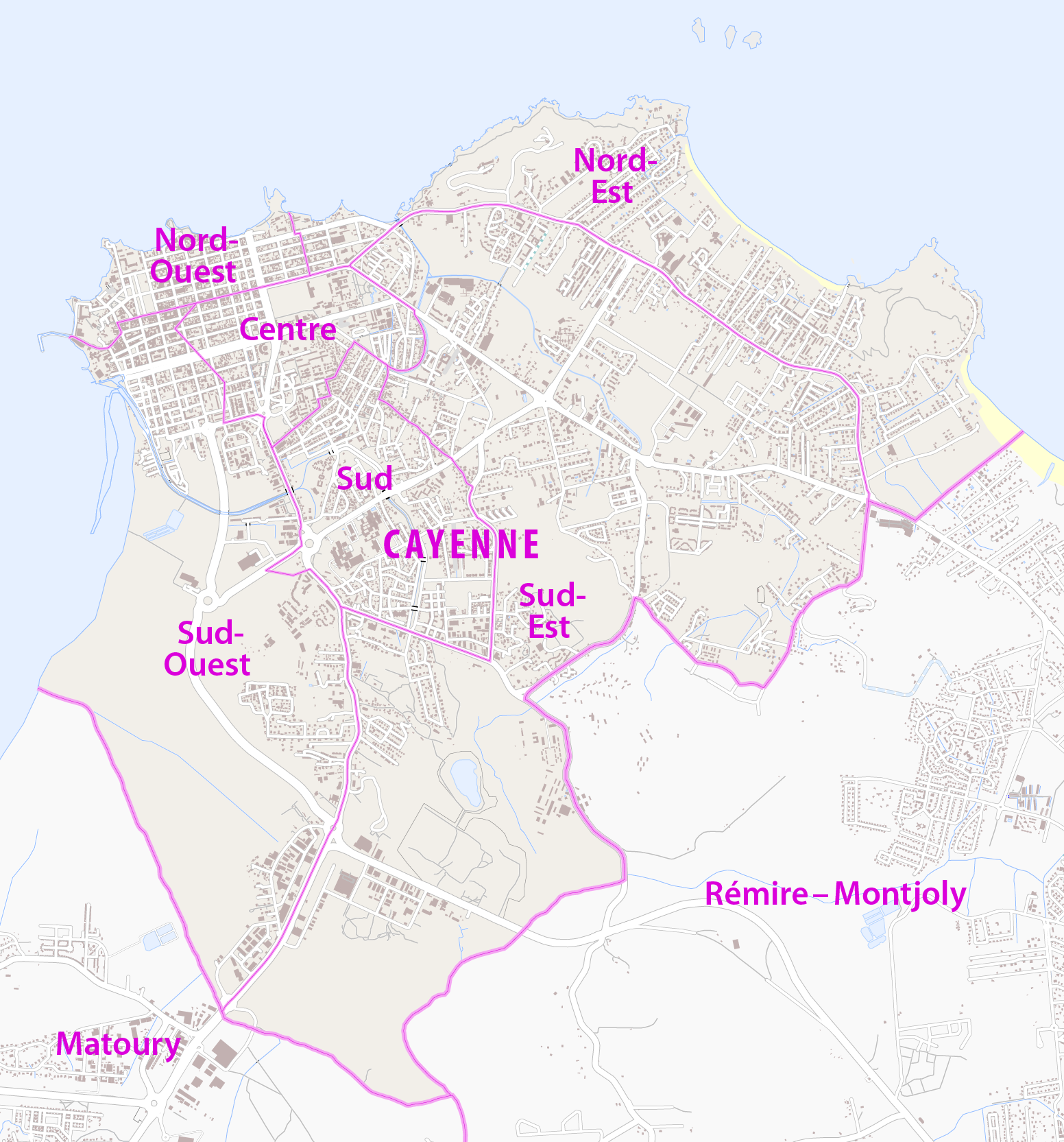

Kanton Cayenne-4 Centre (francouzsky Canton de Cayenne-4 Centre) byl francouzský kanton v departementu Francouzská Guyana v regionu Francouzská Guyana. Byl tvořen částí města Cayenne. Zrušen byl po reformě kantonů 2014.